# Rio Chiara
O Rio Chiara é um rio da Romênia, afluente do Rio Gota, localizado no distrito de Olt.